# ميلو وايت
ميلو وايت (بالإنجليزية: Milo White)‏ هو سياسي أمريكي، ولد في 17 أغسطس 1830 في فليتشر في الولايات المتحدة، وتوفي في 18 مايو 1913 في شاتفيلد في الولايات المتحدة. حزبياً، نشط في الحزب الجمهوري. وقد انتخب عضو مجلس ولاية مينيسوتا وانتخب عضو مجلس نواب مينيسوتا وانتخب عضو مجلس النواب الأمريكي.